# Femke Halsema
Femke Halsema (Haarlem, 25 de abril de 1966) é uma política e cineasta holandesa. Em 27 de junho de 2018, foi nomeada prefeita de Amesterdão e começou a cumprir um mandato de seis anos em 12 de julho de 2018. Ela é a primeira mulher a ocupar o cargo. Anteriormente, Halsema foi deputada da Segunda Câmara de 1998 a 2011 e líder parlamentar de 2002 a 2010 da Esquerda Verde. 
Femke Halsema vive em Amesterdão com os seus dois filhos e o seu esposo, o documentarista Robert Oey, que entre outros fez o filme "De Leugen" (The Lies) no qual Halsema teve uma participação.

## Vida pessoal

### Carreira antes da política

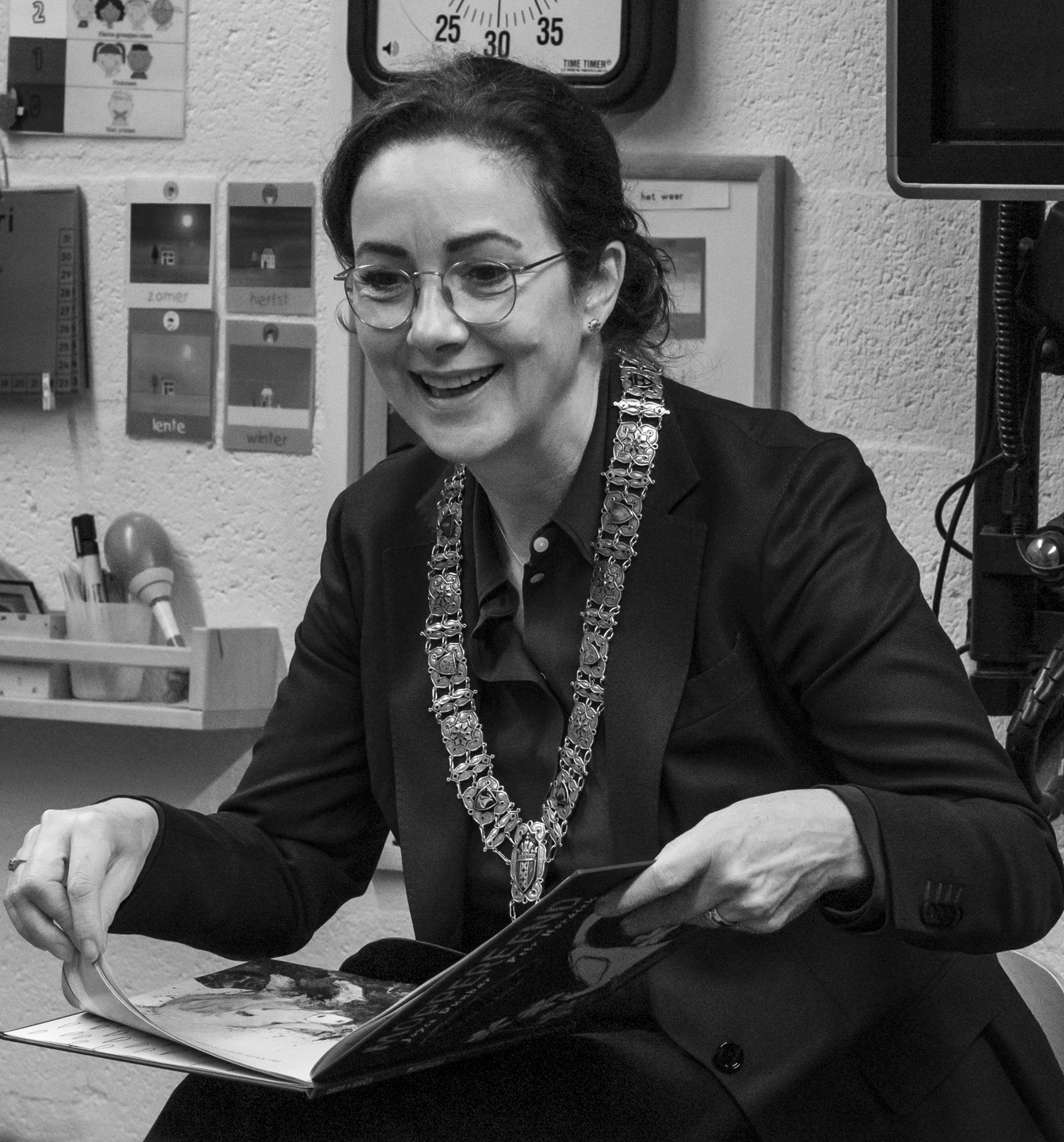
Femke Halsema em 2020.

Femke Halsema nasceu em Haarlem no seio de uma família social-democrata holandesa. Durante muito tempo, a sua mãe, Olga Halsema-Fles, foi vereadora em Enschede dos Assuntos Sociais e Emprego. A sua mãe é descendente de judeus.
Em 1983, Halsema formou-se na faculdade Kottenpark, em Enschede. Entre 1984 e 1985 frequentou o Vrije Hogeschool (programa de professores para escolas que seguem a Pedagogia Waldorf) em Driebergen. Em 1985, começou a estagiar como professora de história holandesa em Utrecht. Em 1988, deixou o estágio sem se formar. Depois disso, Halsema trabalhou durante um ano num café em Utrecht. Aí começou a estudar ciências sociais gerais na Universidade de Utrecht, especializando-se em criminologia. Durante esses estudos, teve vários empregos relacionados à sua especialização. Entre 1991 e 1993 foi estagiária no grupo de trabalho "polícia e imigrantes" do Ministério do Interior. Foi assistente do professor Frank Bovenkerk. Em 1992, trabalhou como palestrante supranumerário em métodos e técnicas científicas na Faculdade de Ciências Sociais da Universidade de Utrecht, ensinando estatísticas aos alunos do primeiro ano.
Depois que Halsema se formou em 1993, juntou-se à equipa do Wiardi Beckman Stichting (WBS), o instituto de pesquisa do Partido do Trabalho. Era vista como um talento em ascensão no Partido do Trabalho. Em 1995, publicou o livro Ontspoord. Opstellen over criminaliteit & rechtshandhaving ("Derailed, ensaios sobre crime e aplicação da lei") para a WBS. Em 1996, viajou pelos Estados Unidos como bolsista do German Marshall Fund. Em 1996, tornou-se editora da De Helling, a revista do instituto de pesquisa da Esquerda Verde. No mesmo ano, começou a combinar o seu trabalho na WBS com o trabalho para De Balie, centro político e cultural em Amesterdão, onde conheceu Kees Vendrik, que antes disso trabalhou para a Esquerda Verde na Segunda Câmara. Para De Balie ela liderou o projeto Res Publica sobre o significado da Constituição da Holanda para a sociedade moderna. Também se juntou ao comité de programa do Partido do Trabalho para as eleições de 1998. Também publicou o livro Land in zicht: een cultuurpolitieke benadering van de Ruimtelijke Ordening ("Land ho, ensaios político-culturais sobre planeamento espacial") com Maarten Hajer. Foi convidada a candidatar-se pelo Partido do Trabalho às eleições de 1998.
No outono de 1997, Halsema deixou o Partido do Trabalho e a WBS. A causa direta foi a forma autoritária com que a polícia lidou com os protestos contra a cúpula europeia que estava trabalhando no Tratado de Amesterdão. O prefeito social-democrata Schelto Patijn colocou 500 pessoas em prisão preventiva. A sua insatisfação com o curso do Partido do Trabalho havia crescido. Na sua opinião, o partido não foi capaz de renovar o seu manifesto social-democrata e usar a maré económica crescente para investir no setor público. Depois de deixar a WBS, continuou a trabalhar na De Balie e também foi colunista da Het Parool e da IKON rádio.

### Carreira política
Nas eleições de 1998, foi convidada a integrar as listas Esquerda Verde, sendo a terceira candidata da lista, o que praticamente lhe garantiu a eleição. No seu primeiro mandato na Câmara, Halsema foi porta-voz da justiça, requerentes de asilo e assuntos internos, tendo-se tornado conhecida devido à sua oposição à lei de migração mais rígida proposta por Job Cohen.
Após as eleições de 2002, Halsema tornou-se vice-presidente do partido e, entre outros, falou pelo partido no primeiro debate com o primeiro gabinete de Jan Peter Balkenende. Em novembro daquele ano, Paul Rosenmöller anunciou inesperadamente que deixaria a política, pedindo a Halsema para sucede-lo. Dez dias antes do congresso do partido, ela foi anunciada como a única candidata à liderança do partido e tornou-se a principal candidata para as eleições de 2003. Além da liderança partidária, foi porta-voz nas áreas de cultura e media, saúde, ordenamento do território e meio ambiente. Como líder do partido, teve uma posição mais proeminente e apresentou uma série de projetos de lei, incluindo um sobre revisão judicial e outro que estabelece um preço fixo para os livros (junto com o líder dos Democratas 66 Boris Dittrich). 
Entre outubro de 2003 e janeiro de 2004, Halsema esteve em licença de maternidade. Marijke Vos, vice-presidente do partido, assumiu a liderança. Após o seu retorno à Segunda Câmara, Halsema iniciou um debate sobre a trajetória da esquerda em geral e da Esquerda Verde em particular, afirmando que o seu partido era o último "partido liberal de esquerda nos Países Baixos". Pediu uma maior cooperação com o Partido Socialista, o Partido do Trabalho e a Esquerda Verde, visando um governo de maioria de esquerda após as eleições de 2006. Durante a campanha, publicou um livro, Linkse lente ("Primavera de Esquerda"), com co-autoria de Michiel Zonneveld, que combina sua visão política e biografia pessoal.
Na corrida para as eleições de 2010, o perfil político de Halsema aumentou: recebeu o prémio Thorbecke de eloquência política e foi eleita pela Intermediair como a melhor candidata a primeira-ministra. Nas eleições, a Esquerda Verde elegeu dez deputados e entrou em negociações com o Partido Popular para a Liberdade e Democracia, o Partido do Trabalho e os Democratas 66 para chegar a um acordo sobre um novo governo, mas as negociações fracassaram.
A 17 de dezembro de 2010, Halsema anunciou que deixaria o parlamento, confirmando-se a 12 de janeiro de 2011. Jolande Sap foi eleita a nova líder da Esquerda Verde.
Em 2016, publicou a sua memória política Pluche afirmando que, após as eleições de 2012, ela foi convidada a ser ministra da Cooperação para o Desenvolvimento por Lodewijk Asscher, o líder do Partido do Trabalho, mas foi vetada pelo Partido Popular para a Liberdade e Democracia
Em 27 de junho de 2018, foi nomeada prefeita de Amesterdão e começou a cumprir um mandato de seis anos em 12 de julho de 2018. Ela é a primeira mulher a ocupar o cargo. 

## Ideologia política
Halsema considera-se uma liberal de esquerda e republicana. Em holandês, prefere vrijzinnig (pensamento livre) a liberaal (liberal) porque o Partido Popular para a Liberdade e Democracia (liberal conservador) é visto como o partido liberal preeminente. Em 2004, iniciou um debate dentro de seu partido sobre um novo rumo político. Seu novo curso enfatiza dois conceitos: liberdade e pragmatismo. 
Com o conceito de liberdade, Halsema busca conectar-se com as "tradições da liberdade de esquerda". Como Isaiah Berlin, Halsema discerne duas tradições de liberdade: liberdade negativa e liberdade positiva. Para Halsema, liberdade negativa é a liberdade dos cidadãos da interferência do governo. Ela deseja aplicar esse conceito especialmente à sociedade multicultural e ao Estado de Direito, onde busca reduzir a influência do governo. A liberdade positiva é, segundo Halsema, a emancipação dos cidadãos da pobreza. Halsema quer aplicar esse conceito especialmente à economia, ao estado de bem-estar e ao meio ambiente, onde o governo deveria agir mais. 
Com pragmatismo, Halsema contrastou sua política com a da nova direita política populista, como Pim Fortuyn. Enquanto a direita, aos olhos de Halsema, havia se tornado dogmática e tentado reformar a sociedade com base em novos princípios, Halsema afirmou que a esquerda sentia mais as "margens estreitas da política". De acordo com Halsema, a esquerda enfatizou resultados equitativos, em oposição a princípios meramente justos. 
Este novo curso foi integrado em várias propostas práticas sobre a economia, que juntas formam Vrijheid Eerlijk Delen ("Compartilhando a Liberdade com Justiça"). Essas propostas levaram a um debate considerável. Halsema propõe que o principal objetivo do Estado de bem-estar deve ser a emancipação dos cidadãos da pobreza. Para garantir isso, ela propõe um novo modelo para o Estado de bem-estar, que se baseia no Estado de bem-estar dinamarquês. Em sua percepção do estado de bem-estar social, o governo deve se empenhar para garantir o pleno emprego, reduzindo os impostos sobre o trabalho, aumentando a flexibilidade do trabalho e criando mais empregos públicos. Se houver mais trabalho, continua essa teoria, todos podem conseguir um emprego, após no máximo um ano de desemprego. Ela também pediu a implementação de uma renda básica parcial. 
No final de setembro de 2006, Halsema disse durante as Reflexões Políticas Gerais na Segunda Câmara que as mulheres são oprimidas por muitas religiões. "Eles são os muçulmanos fundamentalistas, mas também os cristãos fundamentalistas americanos e a Igreja Católica Romana. Esse é o eixo do mal religioso que busca diminuir o controle das mulheres. E as consequências são desastrosas.". As declarações originaram polémica com porta-voz da Igreja Católica Romana nos Países Baixos e os partidos confessionalistas. Halsema posteriormente ratificou as suas declarações enfatizando a diferença entre crentes e instituições religiosas.
Em novembro de 2008, Halsema publicou o livro Geluk! Voorbij de hyperconsumptie, haast en hufterigheid ("Geluk! Além do hiperconsumo"), onde critica a sociedade de consumo e aponta para o paradoxo na sociedade de consumo ocidental: o crescimento económico, a prosperidade material e o luxo são buscados para torná-los felizes, mas os fenómenos que os acompanham, como "competição, conflito social, escassez, stress e loucura" constituem uma "séria ameaça "para essa felicidade".
Em 2008, Halsema também defendeu a reforma administrativa na forma de referendos, um voto extra para coligações nas eleições, extensão do direito de voto e revisão constitucional.